# 제2의무여단 (영국)
제2의무여단(2nd Medical Brigade)은 제1(UK)사단에 예속되어 있는 영국 육군의 왕립육군의무대 여단이다.
현재 진행 중이거나 우발적인 작전에 13개 야전병원을 전개시켜 전투피해보충과 개인을 증강 할 수 있는 지휘통제 능력을 갖추고 있다. 초고강도대응야전병과 제335의무후송연대을 파견한다.
제2의무여단은 2000년 4월 1일에 임팔 막사에서 의무단으로서 창설되었다.  

## 부대
- 제225(스코티시)의무연대
- 제253(노스아이리시)의무연대
- 제306병원지원연대
- 제335의무후송연대
- 제22야전병원
- 제33야전병원
- 제201(노턴)야전병원
- 제202(미들랜즈)야전병원
- 제203(웰시)야전병원
- 제204(노스아이리시)야전병원
- 제205(스코티시)야전병원
- 제207(맨체스터)야전병원
- 제208(리버풀)야전병원
- 제212(요크셔)야전병원
- 제243(더 웨식스)야전병원
- 제256(시티 오브 런던)야전병원